# Antonia Eiriz
Antonia Eiriz, née à La Havane le 1er avril 1929 et morte à Miami le 9 mars 1995, est une artiste peintre cubaine.
Plusieurs de ses œuvres, dont La anunciación (1963-1964) et El vendedor de periódicos (1964), se trouvent au Musée national des beaux-arts de Cuba.